# Steve Haggerty
Stephen E. »Steve« Haggerty, ameriški geofizik, * 1938, Južna Afrika.
Leta 1968 je doktoriral iz geologije in geofizike na Univerzi v Londonu. Po tistem je odšel kot Fulbrightov štipendist na triletno podoktorsko usposabljanje v Geofizikalnem laboratoriju v Washingtonu, nato leta 1971 postal predavatelj na Univerzi Massachusettsa. Tu je deloval do leta 2002, ko je postal predavatelj na Mednarodni univerzi Floride v Miamiju.
Ukvarja se predvsem z raziskovanjem nastanka magmatskih kamnin (petrogenezo), oblikovanja zgornjega Zemljinega plašča in meteoritov ter vzorcev kamnin z Lune. 10 let je deloval kot raziskovalni vodja misij zbiranja vzorcev v okviru ameriškega programa Apollo in sovjetskega programa Luna. Opisal in poimenoval je šest novih mineralov, od tega enega z Lune. Njegovo najodmevnejše delo je spektroskopska analiza t. i. »črnih diamantov«, na podlagi katere je postavil hipotezo, da ti minerali niso nastali globoko v Zemljini skorji kot običajni diamanti, temveč so na Zemljo prišli z meteoritskim rojem pred več milijardami let.
Po njem so poimenovali mineral haggertyit.